# یواس‌اس شکل (ای‌آراس-۹)
یواس‌اس شکل (ای‌آراس-۹) (به انگلیسی: USS Shackle (ARS-9)) یک کشتی بود که طول آن ۲۱۳ فوت ۶ اینچ (۶۵٫۰۷ متر) بود. این کشتی در سال ۱۹۴۳ ساخته شد.